# Герцог Медина-де-лас-Торрес

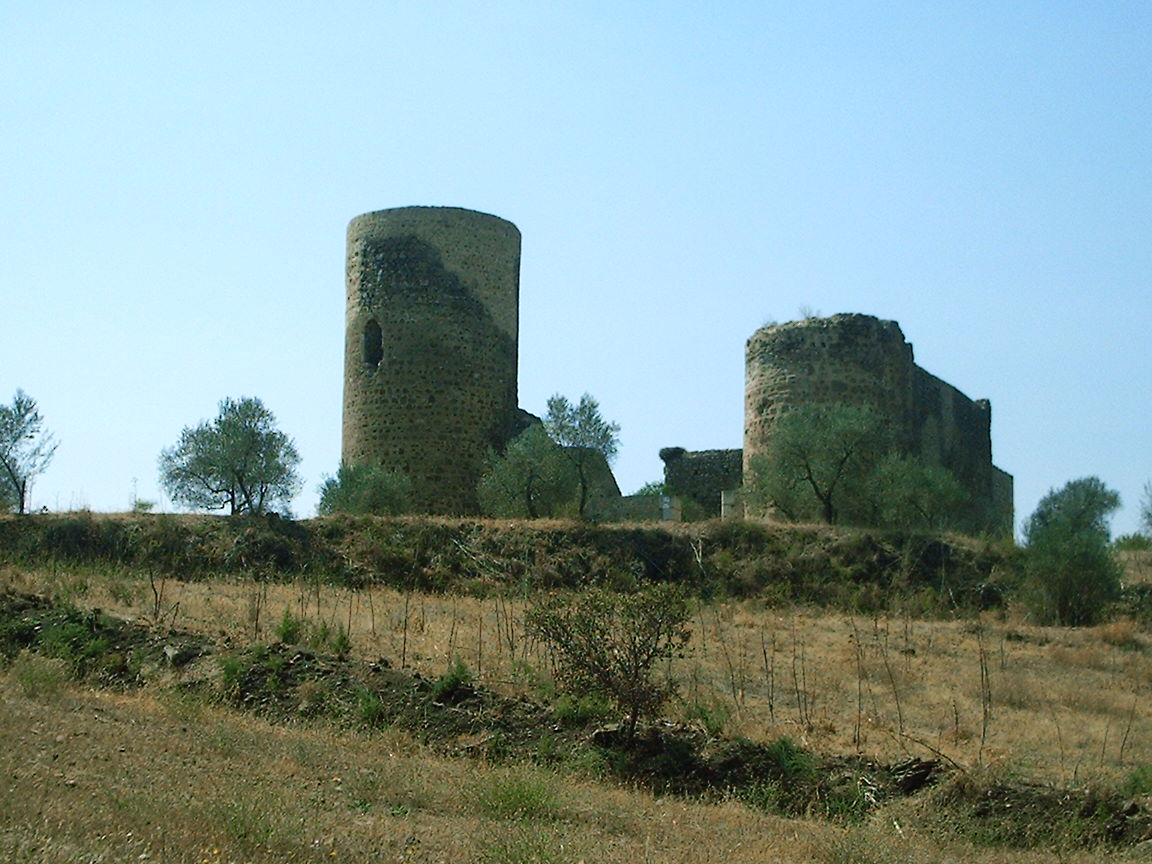
Замок де Медина-де-лас-Торрес (провинция Бадахос)

Герцог Медина-де-лас-Торрес — испанский аристократический титул, созданный 5 января 1625 года королем Филиппом IV для фактического правителя Испании Гаспара де Гусмана (1587—1645), графа Оливареса и герцога Санлукар-ла-Майора, известного как граф-герцог Оливарес.
Название титула происходит от названия города Медина-де-лас-Торрес в провинции Бадахос.
Герцогский титул был создан для единственной дочери и наследницы графа-герцога Оливареса, Марии де Гусман и Суньиги, которая была замужем за Рамиро Нуньесом де Гусманом, 2-м маркизом де Тораль (ок. 1600—1668). После смерти бездетной Марии де Гусман и Суньиги титул герцога Медина-де-лас-Торрес перешел к её супругу Рамиро Нуньесу де Гусману, а от него к его детям от второго и третьего браков.

## Список герцогов
| Герцоги де Медина-де-лас-Торрес | Герцоги де Медина-де-лас-Торрес | Герцоги де Медина-де-лас-Торрес |
|                                 | Титул | Период                          |
| ------------------------------- | --- | ------------------------------- |
| I                               | Мария де Гусман и Суньига (ум. 1626), единственная дочь Гаспара де Гусмана, 1-го графа-герцога Оливареса (1587—1645) | 1625—1626                       |
| II                              | Рамиро Нуньес де Гусман (ок. 1600 — 8 декабря 1668), старший сын Габриэла Нуньеса де Гусмана, 1-го маркиза де Тораль, супруг предыдущей                                                                                   | 1626—1668                       |
| III                             | Николас де Гусман-и-Карафа (1637 — 7 июня 1683), старший сын предыдущего от второго брака | 1668—1683                       |
| IV                              | Мария Ана Синфороса Нуньес де Гусман и Велес де Гевара (ум. 3 февраля 1723), единственная дочь Рамиро Нуньеса де Гусмана от третьего брака, сводная сестра предыдущего                                                    | 1683—1723                       |
| V                               | Ана Николаса де Гусман и Кордова, 13-я маркиза де Асторга (ум. 1762), дочь Мельхора де Гусмана Осорио Давилы Манрике де Суньиги, 12-го маркиза Асторги (ум. 1710), И Марии Аны Фернандес де Кордовы и Фигероа (1660—1711) | 1723—1762                       |
| VI                              | Вентура Осорио де Москосо и Гусман, 14-й маркиз де Асторга (1707 — 29 марта 1746), старший сын предыдущей и Антони Гаспара Осорио де Москосо и Арагона, 9-го графа де Альтамира (1689—1725)                               | 1762—1746                       |
| VII                             | Вентура Осорио де Москосо и Фернандес де Кордова, 15-й маркиз де Асторга (1731 — 6 января 1776), единственный сын предыдущего                                                                                             | 1746 — 1776                     |
| VIII                            | Висенте Хоакин де Москосо и Гусман, 16-й маркиз де Асторга (17 января 1756 — 26 августа 1816), единственный сын предыдущего                                                                                               | 1776 — 1816                     |
| IX                              | Висенте Феррер Изабель Осорио де Москосо и Альварес де Толедо, 14-й герцог де Сесса (19 ноября 1777 — 31 августа 1837), старший сын предыдущего от первого брака                                                          | 1816-1837                       |
| X                               | Висенте Пио Осорио де Москосо и Понсе де Леон, 15-й граф де Альтамира (22 июля 1801 — 22 февраля 1864), старший сын предыдущего                                                                                           | 1837-1864                       |
| XI                              | Мария Эулалия Осорио де Москосо и Карвахаль (9 июня 1834 — 30 июня 1892), вторая дочь предыдущего |                                 |
| XII                             | Фернандо Осорио де Москосо и Лопес де Ансо (род. 27 апреля 1893), единственный сын Альфонсо Осорио де Москосо и Осорио де Москосо, 15-го герцога де Сома (1857—1901), старшего сына предыдущей                            |                                 |
| XIII                            | Хосе Мария де Бусеста и Осорио де Москосо, сын Виктора Телесфоро Руиса де Бусестры и Крузата и Марии Эулалии Осорио де Москосо и Лопес де Ансо, 16-й герцогини де Сома, племянник предыдущего                             |                                 |